# Louis Orizet
 (janvier 2023).
Si vous disposez d'ouvrages ou d'articles de référence ou si vous connaissez des sites web de qualité traitant du thème abordé ici, merci de compléter l'article en donnant les références utiles à sa vérifiabilité et en les liant à la section « Notes et références ».
Louis Orizet, né à Lyon le 20 janvier 1913 et mort à Nice le 27 décembre 1998, est un ingénieur agronome et écrivain français. Inspecteur général de l'Institut national de l'origine et de la qualité et maire de Denicé dans le Rhône entre 1965 et 1977, il est l'un des acteurs de la promotion du beaujolais nouveau avec Georges Dubœuf dans les années 1970.

## Biographie
Né à Lyon, en 1913, Louis Orizet fait des études d'agronomie et devint ingénieur. Il est nommé inspecteur général de l'Institut national de l'origine et de la qualité (INAO) par Pierre Le Roy de Boiseaumarié, qui préside alors l'Institut, et se fait remarquer par ses talents de dégustateur. À partir de 1960, il devient viticulteur à Denicé et maire de cette commune de 1965 à 1977.
Il est l'inventeur du slogan « Le beaujolais nouveau est arrivé » qui assoit la notoriété de l'AOC Beaujolais à l'échelle internationale.
Il meurt le 27 décembre 1998 à Nice, en laissant une œuvre littéraire de plusieurs ouvrages ayant trait à la vigne et au vin.
Depuis le printemps 2004, il a son effigie au « Hameau en beaujolais » à Romanèche-Thorins.

### Famille
Il est le père du poète Jean Orizet.

## Œuvres
- Mon beaujolais, La Grisière, 1976
- Les Vins de gala, en collaboration avec Philippe de Rothschild et Max Gérard, illustration de Salvador Dalí, Draeger, 1977
- Les Vins de France, Presses universitaires de France, coll. « Que sais-je ? », 1985
- La Belle Histoire du vin, Le Cherche midi, 1993
- Les Cent Plus Beaux Textes sur le vin, en collaboration avec Jean Orizet, Le Cherche midi, 1993
- Vin, amour et poésie, Armine-édiculture, 1996
- Discours aux coteaux, Armine-édiculture, 1996
- Fragances, Armine-édiculture, 1996